# Corazon Aquinová
Maria Corazón "Cory" Sumulong Cojuangco Aquino (25. ledna 1933, Paniqui, Tarlac, Filipíny – 1. srpna 2009, Makati, Filipíny) byla filipínská politička a v letech 1986–1992 prezidentka státu.

## Život
V 80. letech 20. století byla vůdčí postavou demokratického hnutí, které svrhlo diktaturu Ferdinanda Marcose.
Do politiky vstoupila v roce 1983 poté, co byl na letišti v Manile zavražděn její manžel, senátor Benigno Aquino, který patřil mezi čelné kritiky diktatury. V letech 1986 až 1992 byla první ženou ve funkci prezidenta Filipín a vůbec první ženou v podobné funkcí v Asii. I díky obrovské popularitě mezi Filipínci úspěšně čelila několika pokusům o puč. Nepodařilo se jí však provést potřebné reformy v sociální a ekonomické oblasti.
V srpnu 2009 zemřela na rakovinu tlustého střeva.
Její syn, Noynoy Aquino byl v květnu 2010 zvolen filipínským prezidentem, úřadu se ujal 30. června.